# Yankhoba Diémé
Yankhoba Diémé, né le 12 août 1979 à Massara, est un homme politique et juriste sénégalais.
Depuis le 2 décembre 2024, il est ministre des Infrastructures et des Transports terrestres et aériens.

## Biographie
Yankhoba Diémé est né le 12 août 1979 à Massara, un village de la commune de Djibidione en Casamance. Il fait ses études au lycée de Bignona où il obtient un baccalauréat en 1999. Il étudie ensuite le droit à l'université Cheikh-Anta-Diop de Dakar. Diémé obtient une maitrise en droit des affaires en 2004.

### Carrière politique
Il est président du Conseil départemental de Bignona avant d'être nommé, le 5 avril 2024, ministre du Travail, de l’Emploi et des relations avec les institutions dans le gouvernement Sonko. Le gouvernement Sonko est remanié après la large victoire du PASTEF lors des élections législatives anticipées de novembre 2024. Yankhoba Diémé est nommé ministre des Infrastructures, des Transports terrestres et aériens dans le nouveau gouvernement Sonko